# Бушкув-Дольни
Бушкув-Дольни (пол. Buszków Dolny) — село в Польщі, у гміні Жихлін Кутновського повіту Лодзинського воєводства.
У 1975-1998 роках село належало до Плоцького воєводства.